# Nagar panchayat
Nagar panchayat (hindi: नगर पंचायत) és una forma de govern de ciutat a l'Índia, que voldria dir Consell Urbà, i és similar a una municipalitat. Generalment són nagar panchayats totes les ciutats entre 10 i 30 mil habitants però hi ha excepcions i algunes ciutats estan fora de la classificació mentre que altres (àrees notificades) de més de cinc mil i menys de 20 mil hi són incloses.
El govern de l'Índia està dividit així:
- Govern central
  - Governs dels estats
    - Divisions
      - Districtes
        - Corporacions Municipals (Mahanagar Palika)
        - Municipalitats (Nagar Palika)
        - Consells urbans (Nagar Panchayat)

      - B locks
        - Gram Panchayats (viles)
        - pobles